# حازم ببلاوی
حازم ببلاوی (زاده ۱۷ اکتبر ۱۹۳۶ در قاهره) سیاستمدار و اقتصاددان مصری است. او نخست‌وزیر سابق دولت موقت مصر بود.
پس از کودتای ۲۰۱۳ مصر و تعیین عدلی منصور به عنوان رئیس‌جمهور موقت، حازم ببلاوی به عنوان نخست‌وزیر دولت موقت تعیین شد. او یک اقتصاددان لیبرال است. او فارغ‌التحصیل دکترای علوم اقتصادی از دانشگاه پاریس و وزیر مالی سابق این کشور پس از سقوط حسنی مبارک بود.
ببلاوی معاون عصام شرف، نخست‌وزیر دولت موقت مصر پس از سقوط حسنی مبارک بود که پس از آن به عنوان وزیر مالی وی انتخاب شد.
گفته می‌شود که حازم ببلاوی از مخالفان حسنی مبارک بود و از ابتدای شکل‌گیری اعتراضات علیه رژیم حسنی مبارک حضور داشت. وی فارغ‌التحصیل رشته حقوق از دانشگاه قاهره در سال ۱۹۵۷ است و دارای مدارک تحصیلی در رشته علوم اقتصادی دانشگاه گرنوبل فرانسه است و پس از ادامه تحصیل در مقاطع عالیه موفق شد دکترای علوم اقتصادی را از دانشگاه پاریس اخذ کند.
وی تالیفاتی زیادی در زمینه اقتصاد دارد. «اقتصاد عربی در عصر جهانی شدن» و «ما، غرب و نقش دولت در اقتصاد» از جمله تالیفات معروف وی هستند.
رساله دکترای وی با عنوان «بهترین پایان‌نامه دکتری» در سال ۱۹۶۴ در دانشگاه پاریس انتخاب شده‌است. وی همچنین حائز چندین جایزه بین‌المللی از جمله دریافت عنوان شوالیه در سال ۱۹۹۲ از حکومت فرانسه و دریافت نشان شوالیه در سال ۲۰۰۱ از لبنان است.
ببلاوی استاد دانشگاه عین شمس، قاهره و اسکندریه و همچنین استاد دانشگاه کالیفرنیا آمریکا، سوربن فرانسه بود و در امور اجرایی مشاور وزیر برنامه‌ریزی مصر، مشاور وزیر مالی کویت، معاون دبیرکل سازمان ملل، دبیر اجرایی کمیته اقتصادی و اجتماعی آسیای غربی بود.
ببلاوی همچنین معاون سابق رئیس حزب جبهه دموکراسی و مشاور صندوق پول عرب در ابوظبی بود